# Mathi
 Mathi  (piemontiul: Mati) Olaszország Piemont régiójának, Torino megyének egy községe.

## Földrajza

Mathi község Torino megye térképén

A vele szomszédos települések: Balangero, Cafasse, Corio, Grosso és Villanova Canavese.

## Testvérvárosok
- Las Parejas, Argentína
- Mugiarro, Málta